# Четатя-де-Балте
Четатя-де-Балте (рум. Cetatea de Baltă) — село у повіті Алба в Румунії. Адміністративний центр комуни Четатя-де-Балте.
Село розташоване на відстані 251 км на північний захід від Бухареста, 49 км на північний схід від Алба-Юлії, 73 км на південний схід від Клуж-Напоки, 129 км на північний захід від Брашова.

## Населення
За даними перепису населення 2002 року у селі проживали 2005 осіб.
Національний склад населення села:
| Національність | Кількість осіб | Відсоток |
| -------------- | -------------- | -------- |
| румуни         | 1075           | 53,6%    |
| цигани         | 473            | 23,6%    |
| угорці         | 454            | 22,6%    |

Рідною мовою назвали:
| Мова      | Кількість осіб | Відсоток |
| --------- | -------------- | -------- |
| румунська | 1153           | 57,5%    |
| угорська  | 436            | 21,7%    |
| циганська | 415            | 20,7%    |